# Nynäs kontrakt
Nynäs kontrakt är ett kontrakt inom Svenska kyrkan i Strängnäs stift. 
Kontraktskoden är 0413.

## Administrativ historik
Kontraktet bildades 1987 genom en utbrytning av församlingar ur Södertälje kontrakt dit de 1 juli 1942 tillförts från Södertörns kontrakt
- Salems församling
- Sorunda församling
- Torö församling som 2006 uppgick i Ösmo-Torö församling
- Grödinge församling
- Ösmo församling som 2006 uppgick i Ösmo-Torö församling
- Nynäshamns församling